# Die Modenwelt

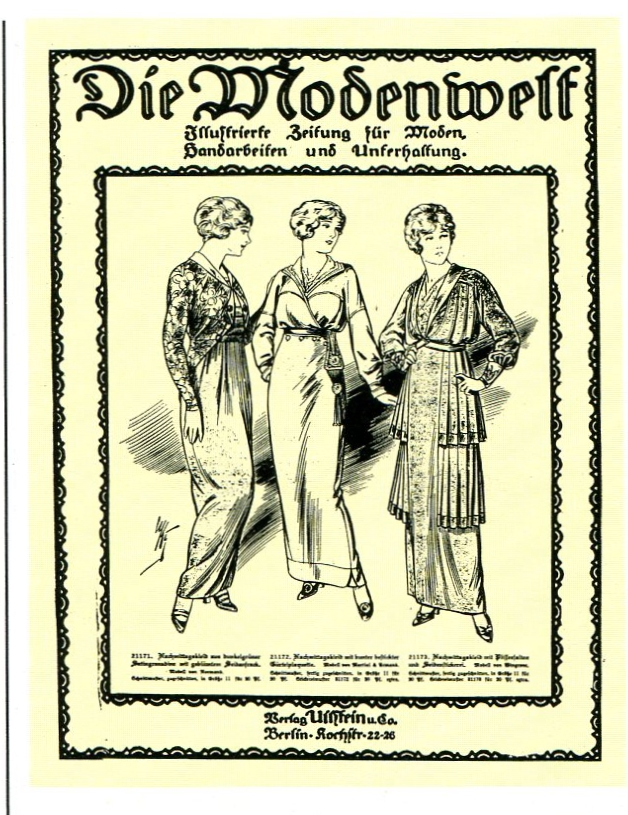
Die Modenwelt, 1911

Die Modenwelt war eine Frauenzeitschrift von 1865 bis 1942.

## Geschichte

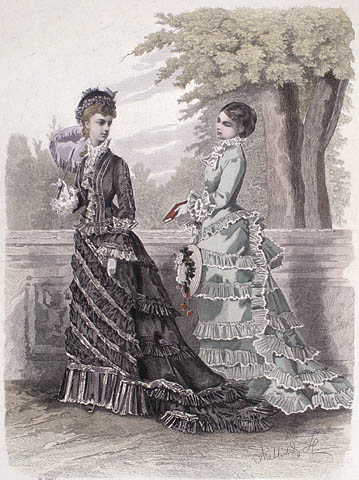
Illustrirte Frauen-Zeitung vom 29. Mai 1876

1865 gründeten der Verleger Franz von Lipperheide und seine Frau Frieda die Modenwelt in seinem Verlag in Berlin. Beide waren vorher bei der Modezeitschrift Der Bazar angestellt gewesen.
Nach deren Vorbild schufen sie ein ähnliches Blatt, das ausführlich über Mode und Handarbeiten berichtete, aber billiger im Verkauf war. Es gab zahlreiche Abbildungen, vor allem Stahlstiche, einige davon koloriert.
Im ersten Jahr gab es 17.000
Abonenntinnen, 1871 waren es bereits etwa 100.000, fast so viel wie bei Der Bazar.
Seit 1874 wurde die Illustrirte Frauen-Zeitung als Unterhaltungsbeilage ergänzt. Diese enthielt Berichte zu den verschiedensten Themen, darunter literarische Texte mit einem guten Niveau.
Die Modenwelt war neben dem Bazar die wichtigste Frauenzeitschrift im Deutschen Reich im späten 19, Jahrhundert. Es gab Ausgaben in zehn weiteren Sprachen und in Österreich-Ungarn.
1910 erwarb der Ullstein-Verlag Die Modenwelt. Er übernahm deren beliebte Schnittmusterbögen auch für seine anderen Frauenzeitschriften Das Blatt der Hausfrau und Die Praktische Berlinerin. 1913 wurde Die elegante Mode eingegliedert, 1927 die beiden anderen Zeitschriften.
1937 wurden Die Modenwelt mit dem Bazar zur Neuen Modenwelt zusammengelegt. Seit 1939 hieß sie wieder Die Modenwelt und bestand bis 1942. 1952 wurde die Brigitte als deren Nachfolgerin gegründet.

## Persönlichkeiten
Leitende Redakteurinnen
- Frieda Lipperheide, 1865–1896
- Doris Kiesewetter, vor 1906–um 1910
- Gunda Beeg, 1910–1911, vorher Redakteurin seit etwa 1896[5]
- Maria Müller, 1915[6]
- Mimi (Dynair?), 1915
- Barbara von Treskow, 1932–1943

Weitere Mitarbeiterinnen
- Clara Blüthgen, 1897–1900
- Sebastian Haffner, 1938